# Sabrina Mulrain
Sabrina Mulrain (* 10. Juni 1978 in Moers) ist eine ehemalige deutsche Leichtathletin. Ihre Spezialdisziplin war der 200-Meter-Lauf.

## Laufbahn
Mulrain startete im Lauf ihrer Karriere für den Rumelner TV, das Team Niederrhein, den VfL Sindelfingen und die MTG Mannheim. Bereits in jungen Jahren war sie sehr erfolgreich. Sie gewann fünf Deutsche Junioren- und Jugendmeistertitel und bei den Junioreneuropameisterschaften 1997 Gold über 200 Meter und mit der 4-mal-100-Meter-Staffel. In Budapest bei den Europameisterschaften 1998 erreichte sie Platz sechs und in Göteborg bei den U23-Europameisterschaften 1999 gewann sie Bronze im Einzel und Silber mit der deutschen Staffel.
Beim Europacup in Paris 1999 wurde Mulrain Zweite über 200 Meter und konnte dabei ihre Bestzeit auf 22,73 s steigern. Im Jahr darauf wurde sie für die Olympischen Spiele in Sydney nominiert. Mit der deutschen 4-mal-100-Meter-Staffel (G. Rockmeier, Mulrain, Philipp, Wagner) erreichte sie Platz sechs. Bei den Deutschen Hallenmeisterschaften in Dortmund erlitt sie 2001 einen Achillessehnenabriss, der sie zu einer längeren Pause zwang.
Im Jahr 2005 wurde Mulrain mit der Staffel der MTG Mannheim sowohl in der Halle als auch im Freien Deutsche Meisterin. Im Einzel wurde sie Dritte über 200 Meter und wäre zu einem Einsatz in der deutschen Staffel bei den Weltmeisterschaften in Helsinki gekommen. Weil sich mehrere Athletinnen verletzten, strich der DLV jedoch die Staffel. 2007 beendete sie ihre sportliche Karriere.
Mulrain studierte nach dem Abitur in Moers in Essen und Tübingen auf Lehramt. 2009 begann sie als Lehrerin für Sport und Geografie am Konrad-Duden-Gymnasium in Wesel.

## Persönliche Bestzeiten
- 200 Meter: 22,73 s, 20. Juni 1999 in Paris
- 200 Meter (Halle): 24,89 s, 4. Februar 2006 in Stuttgart